# Toprope

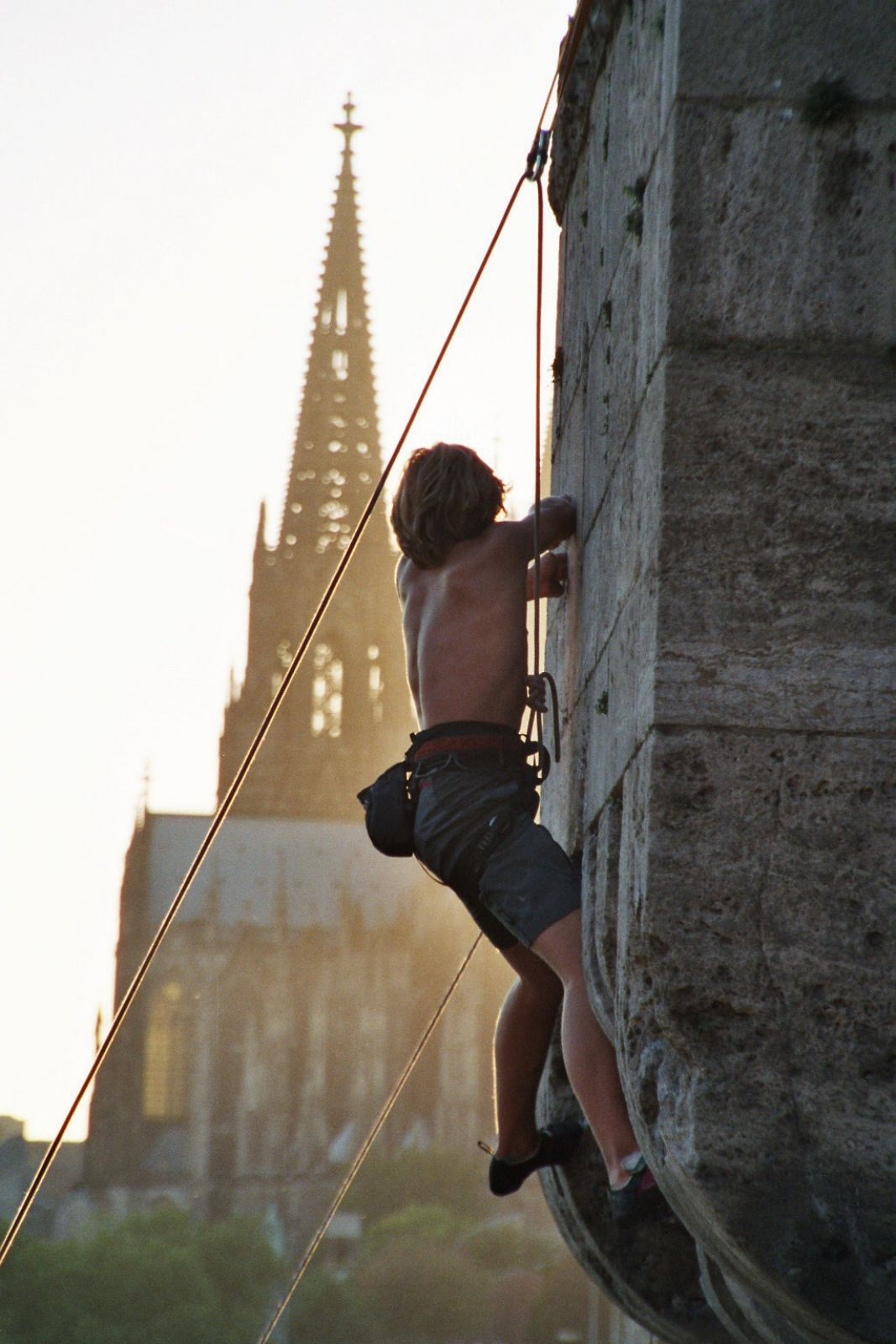
Toprope-Klettern an der Mauer der Hohenzollernbrücke in Köln

Die Toprope-Sicherung (von engl. top – oben, rope – das Seil) ist eine Sicherungsform des Klettersportes und eine Bezeichnung für einen bestimmten Begehungsstil mit dieser Sicherungsform. Bei Einsteigerkursen ist das Toprope-Klettern und Toprope-Sichern der erste vermittelte Inhalt. Das Toprope-Klettern ist die sicherste und am einfachsten zu lernende Art des Kletterns und Sicherns.

## Die Sicherungsform

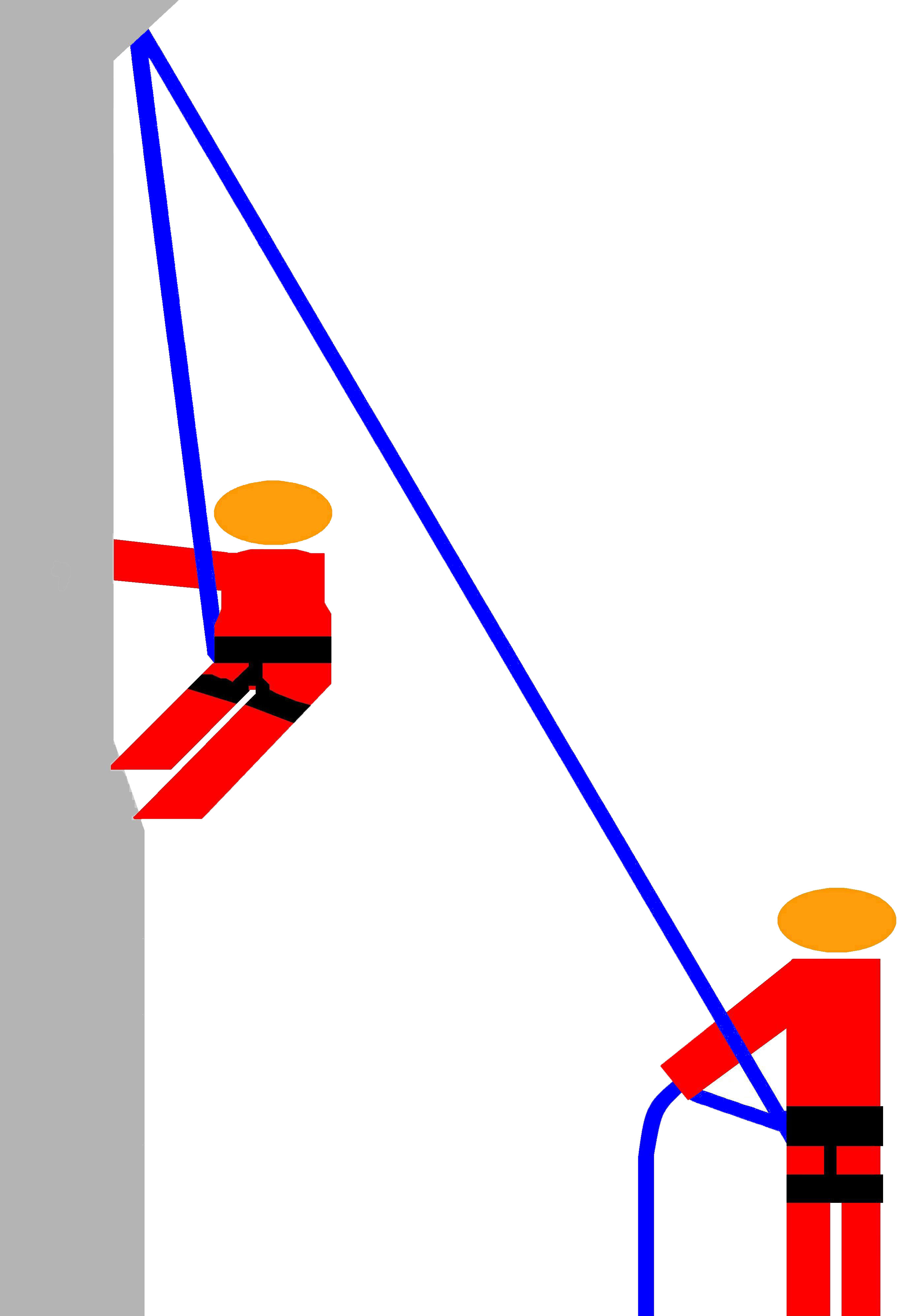
Toprope

Bei der Sicherungsform bleibt das Seil oben in der Umlenkung eingehängt und der Partner sichert den Kletternden vom Boden aus. Beim Toprope-Sichern muss der Sichernde laufend Seil einnehmen, während sein Partner klettert. Dabei kann sich der Kletterer jederzeit ohne Sturz in das Seil hängen, um auszuruhen, oder von seinem Sicherungspartner wieder auf den Boden abgelassen werden.
Zum Einhängen des Seils in die Umlenkung kann die Route einmal im Vorstieg geklettert werden, wonach der Kletterer heruntergelassen, das Seil dann aber nicht abgezogen wird. Oder es wird eine leichtere Nachbarroute geklettert, von welcher aus der oberste Sicherungspunkt erreichbar ist. In einigen Kletterhallen und Klettergärten besteht auch die Möglichkeit das Seil direkt in den Umlenker einzuhängen.
Da beim Toprope-Klettern bereits im Voraus das Seil oben eingehängt werden muss, kann es nicht beim alpinen Klettern angewandt werden, sondern nur beim Sportklettern in kürzeren Klettergartenrouten oder in Kletterhallen.

### Abgrenzung von anderen Sicherungsformen
Klettern kann mit drei grundsätzlichen Sicherungsformen praktiziert werden: Vorstieg, Nachstieg und Toprope.
In Bezug zum Vorstieg ist die Abgrenzung einfach, das Seil läuft beim Vorstieg vom Kletterer immer nach unten und beim Toprope immer nach oben.
Schwieriger ist die Abgrenzung von Toprope und Nachstieg. Bei beiden Sicherungsformen kommt das Seil von oben und der Kletterer hat fast die gleichen Bedingungen. Das Toprope-Klettern lässt sich vom Nachstieg dadurch unterscheiden, dass beim Toprope-Klettern das Seil oberhalb des Kletterers durch keine oder nur einzelne (aus Sicherheits- oder Komfortgründen eingehängte) Zwischensicherungen läuft. Beim Nachstieg hingegen sind noch mehrere oberhalb des Kletterers liegende Zwischensicherungen eingehängt und werden vom Nachsteiger wieder ausgehängt und gegebenenfalls mitgenommen.

### Anwendungen
Das Toprope-Klettern ist, da die Anforderungen an den sichernden Kletterer im Vergleich zu den anderen Sicherungsformen am geringsten sind und die psychischen Herausforderungen für den Kletterer deutlich reduziert sind, meist das in der individuellen Kletterlaufbahn zuerst praktizierte Klettern. Spielerisch und ohne größeres Risiko können damit erste Erfahrungen mit der Höhe, den technischen Anforderungen und den konditionellen Aspekten gesammelt werden. Das dabei Gelernte bildet das Fundament für das spätere Erlernen des Vorstiegs.
Das Topropen ist aber auch später, wenn der Kletterer schon im Vorsteigen geübt ist, eine sinnvolle Art des Kletterns:
- Beim Topropen kann Zeit gespart werden beim Ausarbeiten von Bewegungssequenzen (Ausbouldern), da der Kletterer nicht durch Stürze immer wieder längere Strecken überwinden muss, was Kraft braucht, um an die Stelle zu gelangen, an der er herausgefallen ist und an der er üben möchte.[1] Dies ermöglicht letztendlich ein schnelleres Rotpunktklettern.
- Das Topropen eignet sich sehr gut zum Konditionstraining, da der Kletterer durch den Wegfall des Stürzens häufig näher an seine körperlichen Grenzen gehen kann.
- Das Topropen eignet sich gut zum grundsätzlichen Lernen von neuen Techniken.[1]
- Viele Koordinationsübungen wie zum Beispiel das „Blindklettern“ eignen sich nur mit Toprope-Sicherung.
- Beim Topropen können gut Übungen zum Stürzen, ein sogenanntes Sturztraining begonnen werden, welches zum Ziel hat, Ängste abzubauen. Das Toprope ist deshalb besonders dazu geeignet, weil hier die Anforderungen beliebig verringert und variiert werden können.

### Risiken
Das Toprope-Sichern ist eine vergleichsweise risikoarme Sicherungsmethode, da der Kletternde nicht weiter stürzen kann, als es durch die Lockerheit (Schlappseil) und Dehnung des Seils gegeben ist. Sie setzt aber dennoch die korrekte Handhabung durch den Sichernden voraus (z. B. darf die Bremshand zu keinem Zeitpunkt das Bremsseil loslassen). Trotzdem kann auch das Toprope-Klettern insbesondere bei mangelnden Kenntnissen gewisse Risiken beinhalten.

#### Umlenkung
Unter Umlenkung versteht man einen besonders sicheren Fixpunkt am Fels oder an der Kunstwand am obersten Punkt der Route, um einen Kletterer durch Umlenkung des Seils abzulassen oder Toprope zu sichern. Umlenkungen werden beim Toprope-Klettern mit Kräften von 2,2 bis 3,3 kN belastet. Die Kräfte, die auf die Umlenkung wirken, setzen sich zusammen aus der Kraft des sich ins Seil setzenden Kletterers von 1,6–2,4 kN (je nachdem wie straff das Seil und wie schwer der Kletterer ist, mehr oder weniger) und der Kraft, die auf den Sicherungspartner wirkt von 0,9–1,4 kN.
Diese Kräfte sind für durchschnittliche Umlenkungen in Sportkletterrouten im Fels oder in Kletterhallen kein Problem. In traditionell abgesicherten Routen mit qualitativ schlechteren (Felshaken statt Bohrhaken) oder mobilen Sicherungsmitteln (z. B. Klemmkeile) können diese Kräfte aber schon einen schlecht eingerichteten Umlenkungspunkt überfordern. Aus Sicherheitsgründen gilt:
Die Umlenkung muss beim Toprope-Klettern unbedingt zuverlässig, am richtigen Ort und korrekt eingehängt sein. Sie ist die einzige Sicherung, welche den Kletterer vor dem Absturz bewahrt.
Als Umlenkung kann ein zuverlässiger Klebehaken oder ein spezieller Umlenker wie Klebehaken mit Ring, Haken mit Sauschwanz oder ein Standplatz-Set dienen. Letzteres besteht z. B. aus zwei Haken und einer Kette mit zwei gegenläufigen Normalkarabinern und ist Standard in Kletterhallen.
Haken am Felsen dürfen – außer zum Ablassen nach dem Umbauen – nicht direkt gefädelt werden, um eine Abnutzung der Haken durch Seil-Einschleifen zu vermeiden. Hierzu werden im Haken zwei gegenläufige Expressen, zwei Schraubkarabiner oder ein selbstverriegelnder Schraubkarabiner (z. B. Tri-Lock-Karabiner) eingehängt und dann in Letzteren umgelenkt. In einigen Gebieten ist sogar das Ablassen nicht erlaubt, so dass nach dem Umbauen abgeseilt werden muss.

##### Mögliche Fehler
- Die Umlenkung ist nicht sicher genug, weil nur ein Bohrhaken vorhanden ist. Ein einzelner Bohrhaken mit M8 Kronenbohrdübel hat, wenn er neu in gutem Fels korrekt gesetzt ist, eine Haltekraft in radialer Richtung von mindestens 6 kN (qualitativ gute Klebebohrhaken minimal 30 kN). Axial können die Werte um 50 % geringer, also minimal 3 kN sein.[4] Daraus lässt sich schließen, dass ein einzelner Bohrhaken auch bei schlechtester Belastungsrichtung genügend Haltekraft aufweist, um alleine als Toprope-Umlenkung zu dienen. Trotzdem gab es mehrere Abstürze durch ausbrechende ältere Bohrhaken.[5] Ein zusätzliches, schwierig zu kalkulierendes und zu erkennendes Risiko stellen auch selbstgemachte Bohrhaken dar, welche zum Teil sehr schlechte Haltekräfte aufweisen.[6] Aus diesem Grunde wird üblicherweise empfohlen, immer an zwei Bohrhaken umzulenken. Eine Ausnahme davon sind spezielle, zur Umlenkung geeignete Klebebohrhaken wie Bühlerhaken oder andere Umlenkhaken wie der Toprope-Haken des DAV oder Haken in Sauschwanzform mit mindestens zwei Windungen, die auch alleine genügend Sicherheit bieten.[7][8]

- Die Umlenkung ist nicht sicher genug, weil die Haken, Bohrhaken oder mobilen Sicherungsmittel nicht zuverlässig sind. Es wird daher empfohlen, Sanduhren, Normalhaken, Klemmkeile oder Bäume, die als Umlenkerfixpunkt genutzt werden, nur durch erfahrene Kletterer angebracht und mit Ausnahme von dickeren, gut verwurzelten Bäumen nicht alleine verwendet werden. Bei unsicheren Fixpunkten wird empfohlen, eine Umlenkung an mindestens drei verschiedenen Fixpunkten anzubringen. Größere Sanduhren sind schon ausgebrochen,[5] und auch Klemmkeile sind insbesondere im Kalk- und Dolomitgestein mit Risiken verbunden.[9]

- Die Umlenkung ist nicht sicher genug, weil statt eines Schraubkarabiners eine Seilrolle verwendet wird. Dies wird oft mit einer Schonung des Seils durch weniger Reibung in der Umlenkung erklärt. Diese Erklärung ist aber unlogisch, da das, was durch die Seilrolle an Reibung eingespart wird, durch ein Mehr an Reibung im Sicherungsgerät kompensiert werden muss (da die zu haltende Last des Kletterers ja konstant bleibt).[10] Es kam schon zu Absturzunfällen durch einen Bruch der Seilrolle beim Topropen, da diese einen zu geringen Bruchlastwert aufwies (die Mindestanforderung wäre 10 kN). Aus diesem Grund und unter Berücksichtigung des mangelnden Nutzens und der eingeschränkten Bewegungsfreiheit der Rolle beim Felskontakt empfiehlt Schubert, ganz auf Seilrollen fürs Topropen zu verzichten.[10]
- Das Seil ist am Umlenker an nicht ausreichend sicheren Karabinern eingehängt. Ungenügend ist die Sicherheit, wenn das Seil nicht durch mindestens einen zugeschraubten Schraubkarabiner oder durch zwei gegenläufig eingehängte Karabiner läuft.
- Das Seil ist am Umlenker am falschen Ort umgelenkt, weil es direkt über Seil oder Bandmaterial läuft. Wenn ein Seil unter Belastung über Band oder Seilmaterial gezogen wird, wie das beim Ablassen geschieht, entsteht hohe Reibungswärme, die die Umlenkung schnell durchbrennen lassen kann (Schmelzverbrennung). Die Folge ist ein Absturz des Kletterers.
- Zwei Toprope-Seile befinden sich in derselben Umlenkung. Auch hier droht, da ein Seil über das andere laufen kann, eine Schmelzverbrennung und in der Folge ein Absturz des Kletterers.
- Die Umlenkung befindet sich an einem Ort, bei dem der Seilverlauf über brüchige Zonen Steinschlaggefahr verursacht. Um dieses Risiko zu mindern, ist es wichtig, die möglichen Seilbewegungen vorherzusehen und, falls Steinschlag droht, die losen Steine zu entfernen oder das Seil über eine Zwischensicherung umzulenken.[11]

#### Fehlende Zwischensicherungen und Quergänge
- Bei einer überhängenden Wand sind keine oder unzureichende Zwischensicherungen eingehängt. Der Kletterer kann dadurch nach hinten hinauspendeln und an Hindernisse anschlagen (z. B. an einem Baum). In Bodennähe besteht insbesondere die Gefahr, beim Hinauspendeln mit am Boden stehenden Personen zu kollidieren.
- Die Route hat größere Quergänge, bei denen es zu Pendelstürzen mit Anschlagen kommen kann. Deshalb ist es generell günstig, möglichst in der Falllinie der Umlenkung zu klettern und Routen mit größeren Quergängen zu meiden, da diese die besondere Sicherheit des Topropens in Frage stellen können.[12]

#### Ablassen
- Unfälle durch zu kurzes Seil, wie sie ansonsten beim Ablassen passieren können, sind beim Topropeklettern auf Ausnahmefälle (z. B. bei Standortänderung des Sichernden) beschränkt.
- Der Kletterer wird zu schnell und unachtsam abgelassen und prallt an eine Felsstruktur, auf einen darunterstehenden Menschen oder auf den Boden.
- Kletterer und Sicherungspartner haben nicht eindeutig abgesprochen, ob abgelassen oder abgeseilt werden soll und ggf. ist die Kommunikation erschwert. Geht der Kletterer davon aus, nach dem Abbauen abgelassen zu werden, der Sicherungspartner ist aber bereits aus der Sicherung gegangen, weil er annimmt, dass abgeseilt wird, setzt sich der Kletterer ins ungesicherte Seil und stürzt ungebremst ab.

#### Sichern
- Der Sicherungspartner beherrscht die Bedienung des von ihm verwendeten Sicherungsgeräts nicht ausreichend. Der häufigste Fehler ist das Los- bzw. Auslassen des Bremsseils durch die Bremshand, die mit Hilfe der Bremswirkung des Gerätes ohne Probleme größere Lasten halten kann. Lässt der Sichernde das Bremsseil aus oder ergreift er stattdessen das Lastseil, so ist der Sichernde in der fast gleichen Situation, wie wenn er gar kein Sicherungsgerät verwendet und nur am Seil hält. Die Folgen davon sind in der Regel ein Absturz des Kletterers und evtl. größere Verbrennungen durch das durchlaufende Seil an den Händen des Sichernden. Bei der Verwendung von Tubern führt eine falsche Bremshandposition zu vergleichbaren Konsequenzen.
- Der Sicherungspartner gibt zu viel Schlappseil, das heißt, er nimmt das Seil nicht ausreichend ein. Der Kletterer kann so unerwartet über weitere Strecken ins Seil stürzen. Dies ist vor allem dann gefährlich, wenn ein Aufschlagen auf einer Felsstruktur oder dem Boden möglich ist.
- Der Sichernde wählt einen zu weit von der Falllinie des Seils entfernten Standort und kann dadurch bei einer Belastung des Seils ruckartig an die Wand gezogen werden und anprallen. Als Faustregel gilt hier, dass das Seil vom Sicherungsgerät zur (ersten) Umlenkung im Falle einer Belastung einen Winkel von 60 Grad nicht unterschreiten darf.[13]

#### Routine und Achtlosigkeit
- Ein falsch oder unvollständig gebundener Anseilknoten kann sich lösen und führt dann zum Sturz bis auf den Boden, schlimmstenfalls erst am Ende der Route beim Ablassen.[14]
- Statt das Seil mit einem Anseilknoten direkt am Klettergurt zu befestigen wird beim Toprope teilweise ein Karabiner dazwischen verwendet, um beim Wechsel des Kletternden Zeit zu sparen. Beim schnellen, einfachen Aus- und Einklinken des Karabiners kann dieser dann auch leicht falsch gesetzt werden, z. B. in eine Materialschlinge des Klettergurts statt in die Sicherungsschlingen, oder am Seil in eine falsche Stelle des Knotens.
- Bei eingehängten Zwischensicherungen (Nachstieg), die der Kletterer jeweils aushängen muss, wird quasi in monotoner Wiederholung – ohne sich dessen bewusst zu werden – auch die letzte, die Umlenkung, ausgehängt. Hängt sich der Kletterer dann ins Seil, so stürzt er ohne Sicherung auf den Boden.

#### Seildehnung
Bei hohen Topropes kann es auf den ersten Metern durch die Seildehnung zu nur leicht gebremsten Bodenstürzen kommen. Jedes Kletterseil muss sich bei Belastung dehnen. Die für das Topropen maßgebliche Seildehnung heißt Gebrauchsdehnung und ist bei der Seilnormierung definiert als diejenige Dehnung, die stattfindet, wenn sich ein 80 kg schwerer Kletterer ins Seil hängt. Sie darf 10 % nicht überschreiten. Dies ist, wenn der Kletterer schon höher oben ist, nur lästig, wenn er sich z. B. in der Mitte einer längeren Schlüsselstelle ins Seil setzt, um eine Pause zu machen und dann zwei Meter tiefer neu starten muss. Beim Sturz in Bodennähe kann aber auch mehr oder weniger abgebremster Bodenkontakt entstehen. Geht man von der maximal zulässigen Gebrauchsdehnung aus, so stoppt der Kletterer, der sich ins Seil setzt, erst vollständig, wenn diese 10 % erreicht sind.
| Seillänge | Topropehöhe | Dehnung durch Sturz |
| --------- | ----------- | ------------------- |
| 20 Meter  | 10 Meter    | 2 Meter             |
| 40 Meter  | 20 Meter    | 4 Meter             |
| 60 Meter  | 30 Meter    | 6 Meter             |

Diese Zahlen sind Höchstwerte, die in der Praxis oft nicht ganz erreicht werden, weil die meisten Seile nicht die maximal zulässigen 10 %, sondern nur ca. 7 % Gebrauchsdehnung aufweisen.

### Ökologische Aspekte
Wird das Toprope-Seil in der Natur durch das vorherige Vorsteigen der Route (oder einer benachbarten Route, die zum Umlenker der Toprope-Wunschroute führt) eingerichtet, so entstehen dadurch keine zusätzlichen ökologischen Probleme. Eine andere Art des Anbringens oder Abbauens eines Toprope-Seiles besteht darin, von oben her, über den ökologisch sensiblen Felskopf, an die Route zu gelangen. Da solche Felsköpfe, mit Ausnahme des einmaligen Einrichtens der Route, bei dem die Bohrhaken angebracht werden, normalerweise nicht mehr betreten werden müssen, ergibt eine solche Praxis spezielle Probleme durch dadurch verursachte Trittschäden. Deshalb wird empfohlen, Felsköpfe grundsätzlich nicht unnötig zu betreten und sich nicht oberhalb der vorhandenen Umlenker aufzuhalten. Solche Empfehlungen werden von den meisten Kletterern befolgt, so dass die ohnehin schon geringe Belastung der Felsköpfe durch Kletterer, auch im Hinblick auf inadäquates Toprope-Einrichten, weiter reduziert wird. In der Sächsischen Schweiz soll auf das Toprope-Klettern verzichtet werden, da der weiche Sandstein durch erhöhte Seilreibung und eine erwartete Zunahme von Begehungen stärker beansprucht wird, als das beim Klettern in Vor- und Nachstieg der Fall ist.

## Der Begehungsstil
Ursprünglich bedeutete Toprope nur die Sicherungsform. Dabei spielte es keine Rolle, auf welche Weise man die Kletterroute erklommen hat. Konnte man die Route ohne Seilzug in einem Zug toprope durchsteigen, benutzte man den Begriff Rotkreuz. Konnte die Route gar gemäß dem On-Sight-Stil (ohne den dort geforderten Vorstieg) ohne Vorwissen oder Partnertipps durchstiegen werden, sprach man von Topsight oder Rotkreuz-On-Sight. Diese Begriffe sind auch heute noch teilweise in dieser Weise gebräuchlich.
Beim Sportklettern wird der Begriff Toprope zunehmend auch im Sinne des obigen Rotkreuz als Name für einen Begehungsstil genutzt. Ein Beispiel dazu ist das internationale Ranking der Website 8a.nu, bei welchem Toprope gleich Rotkreuz meint.
Im Gegensatz zur Sicherungsform ist jedoch zu bedenken, dass bei diesem Wortgebrauch auch der Nachstieg toprope ist, da die Klettergemeinschaft zwischen toprope (als Sicherungsform) und Nachstieg keinen Unterschied in der sportlichen Wertigkeit einer Begehung macht.
Der sportliche Wert des Toprope- bzw. Rotkreuz-Kletterns ist grenzwertig. Zum einen kann weder eine Erstbegehung damit gemacht werden, noch von einer Begehung gesprochen werden, ohne dabei zu erwähnen, das dies toprope geschah, zum anderen zählt es aber doch als (minderwertige) Begehung.